# Viola Calligaris
Viola Calligaris (født 17. marts 1996) er en kvindelig schweizisk fodboldspiller, der spiller midtbane for spanske Levante i Primera División og Schweiz' kvindefodboldlandshold.
Hun fik sin officielle debut på det schweiziske landshold i marts 2016 ved to kampe mod USA. Calligaris blev desuden deltaget til EM i fodbold 2017 i Holland, hvor hun blev indskiftet i en gruppekamp mod Frankrig. Hun blev også udtaget til landstræner Nils Nielsens officielle trup mod EM i fodbold for kvinder 2022 i England.